# Взяття Києва Червоною армією (грудень 1919)
Київська операція (10 грудня — вечір 16 грудня 1919) — наступальна операція 12-ї армії (командир Сергій Меженінов Червоної армії Радянської Росії на Київ проти білогвардійських військ (командир Абрам Драгомиров) під час третьої Третьої радянсько-української війни, як складова частина загального наступу Українського фронту більшовиків із загарбання України.

## Хід наступу
58-та стрілецька дивізія 12-ї армії наступала на Київ із заходу, а 44-та — зі сходу.
10 грудня 1919 року 44-та стрілецька дивізія 12-ї армії вийшла до річки Дніпро.
В ніч з 15 на 16 грудня за допомогою місцевого рибалки П. К. Алексєєнко (Алексєєва) 44-та стрілецька дивізія 12-ї армії форсувала Дніпро, який тільки починав замерзати.
Рано вранці 16 грудня 1919 року червоногвардійці раптово атакували позиції війська Київської області Збройних сил Півдня Росії з тилу і зайняли мости. Після дванадцятигодинного бою білогвардійці відступили.

## Наслідки
16 грудня 1919 року м. Київ було зайняте військовиками 58-ї стрілецької дивізії 12-ї армії РККА. На місто знову було поширено більшовицький режим.